# Jicsun (Hejlungcsiang)
Jicsun (egyszerűsített kínai írással: 伊春市, pinjin: Yīchūn) prefektúra szintű város Kínában, Hejlungcsiang tartományban. Lakosainak száma 878 881 fő (2020).

## Népesség
| 2010 | 1 148 126 |
| 2020 | 878 881   |

## Testvérvárosok
- Bad Wildungen